# Museo BMW

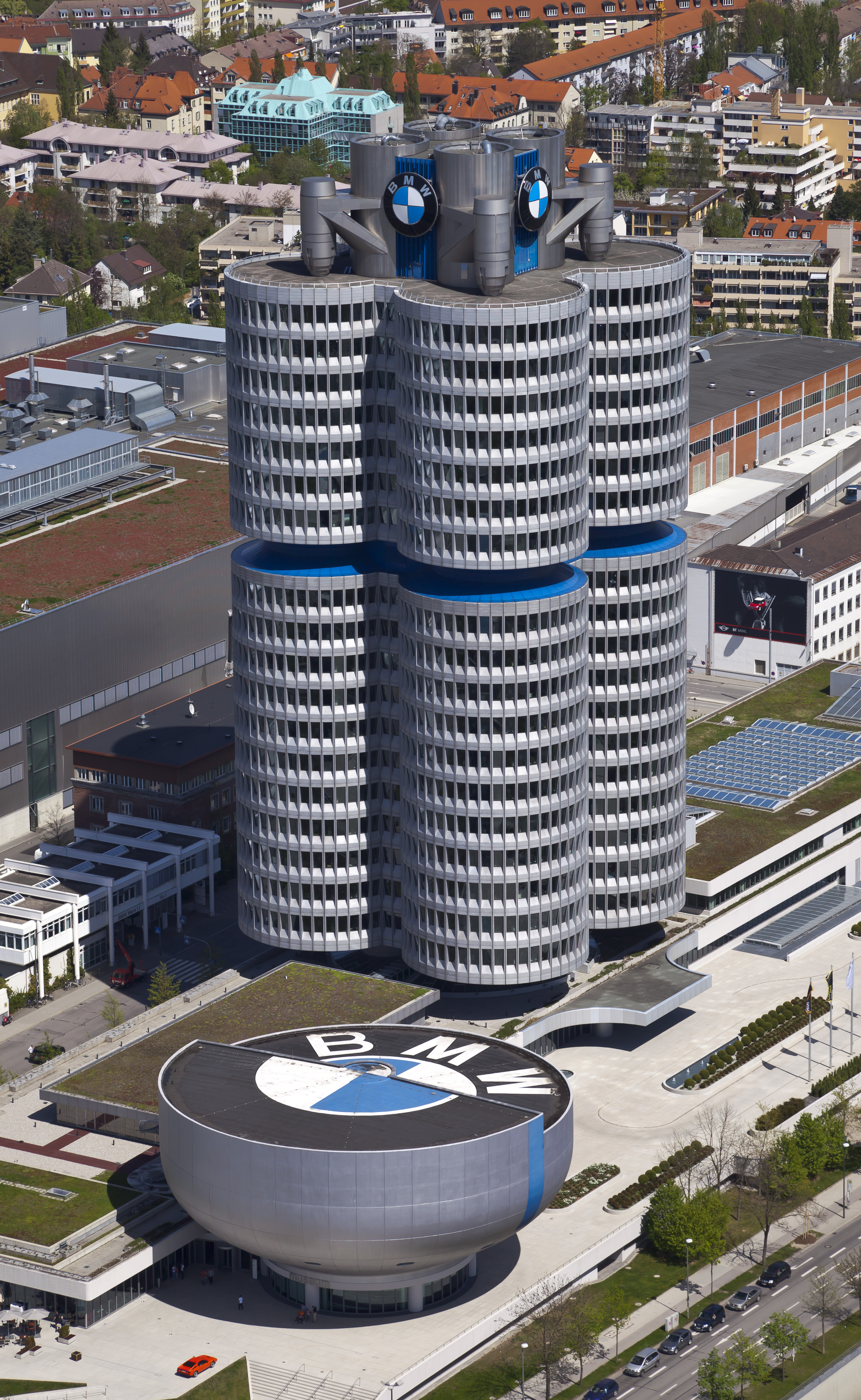
Museo BMW junto al "cuatro cilindros".

El Museo BMW (en alemán BMW-Museum) es un museo situado en Múnich, que se dedica a la historia de los autos y motocicletas BMW. Se encuentra justo al lado de la Torre BMW. El BMW Welt no forma parte del mismo edificio que el BMW Museum. El BMW Welt, muestra un rango de los productos más actuales de la marca BMW, siendo utilizado también como un centro de distribución para una gama más grande de los productos BMW.
Es uno de los museos más visitados de Múnich, alrededor de medio millón de personas recorren sus instalaciones cada año.

## Galería de imágenes

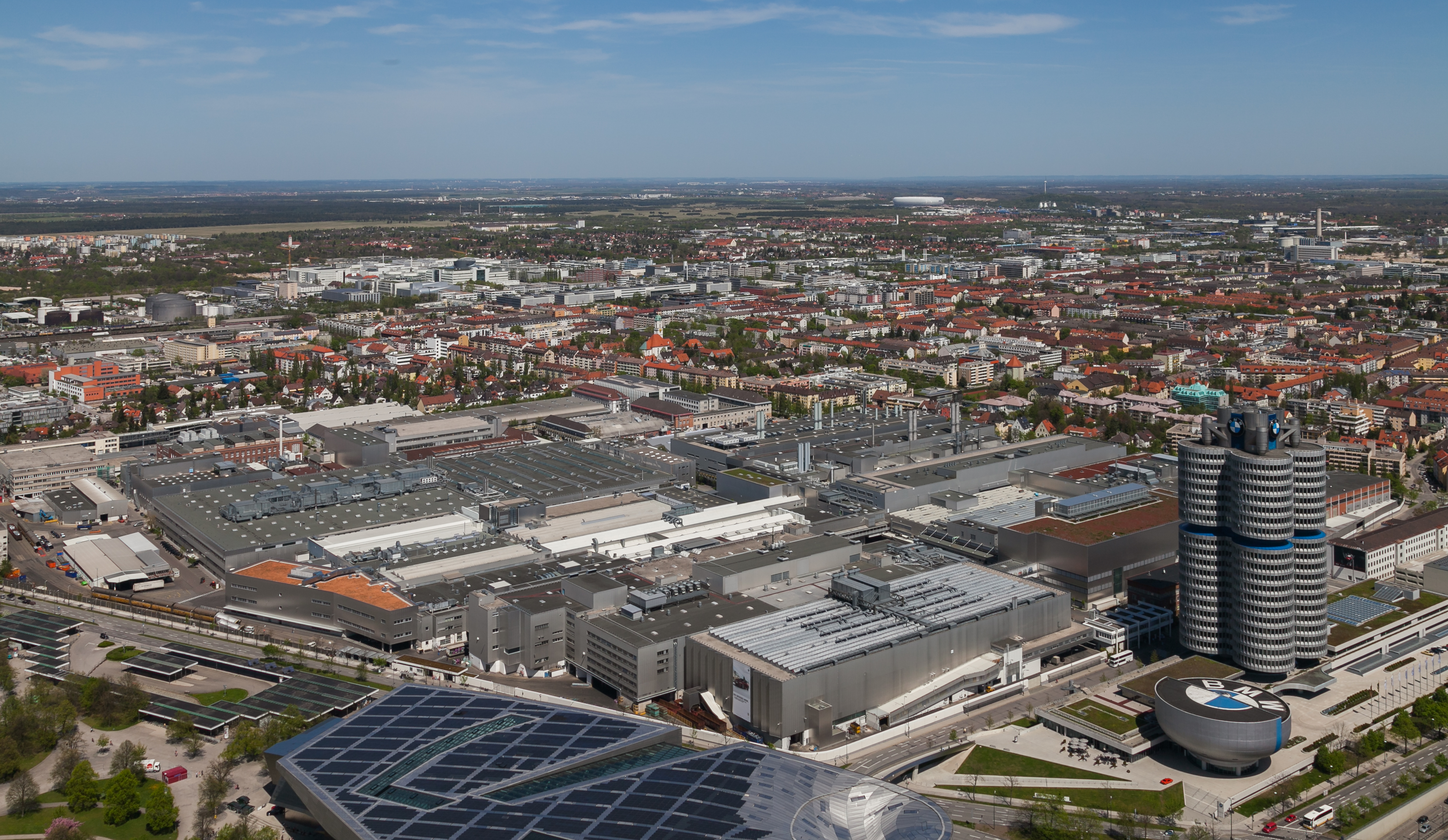
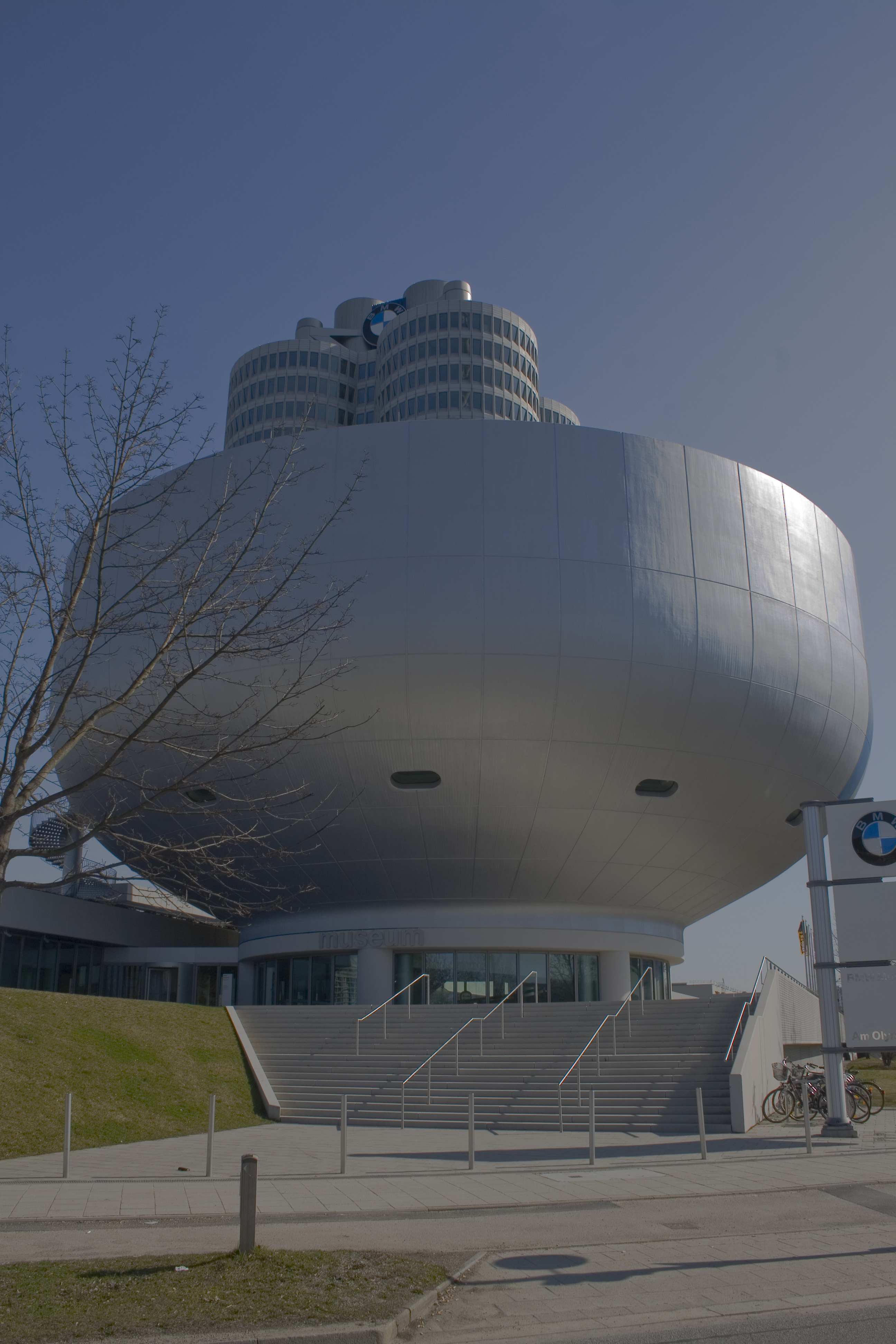
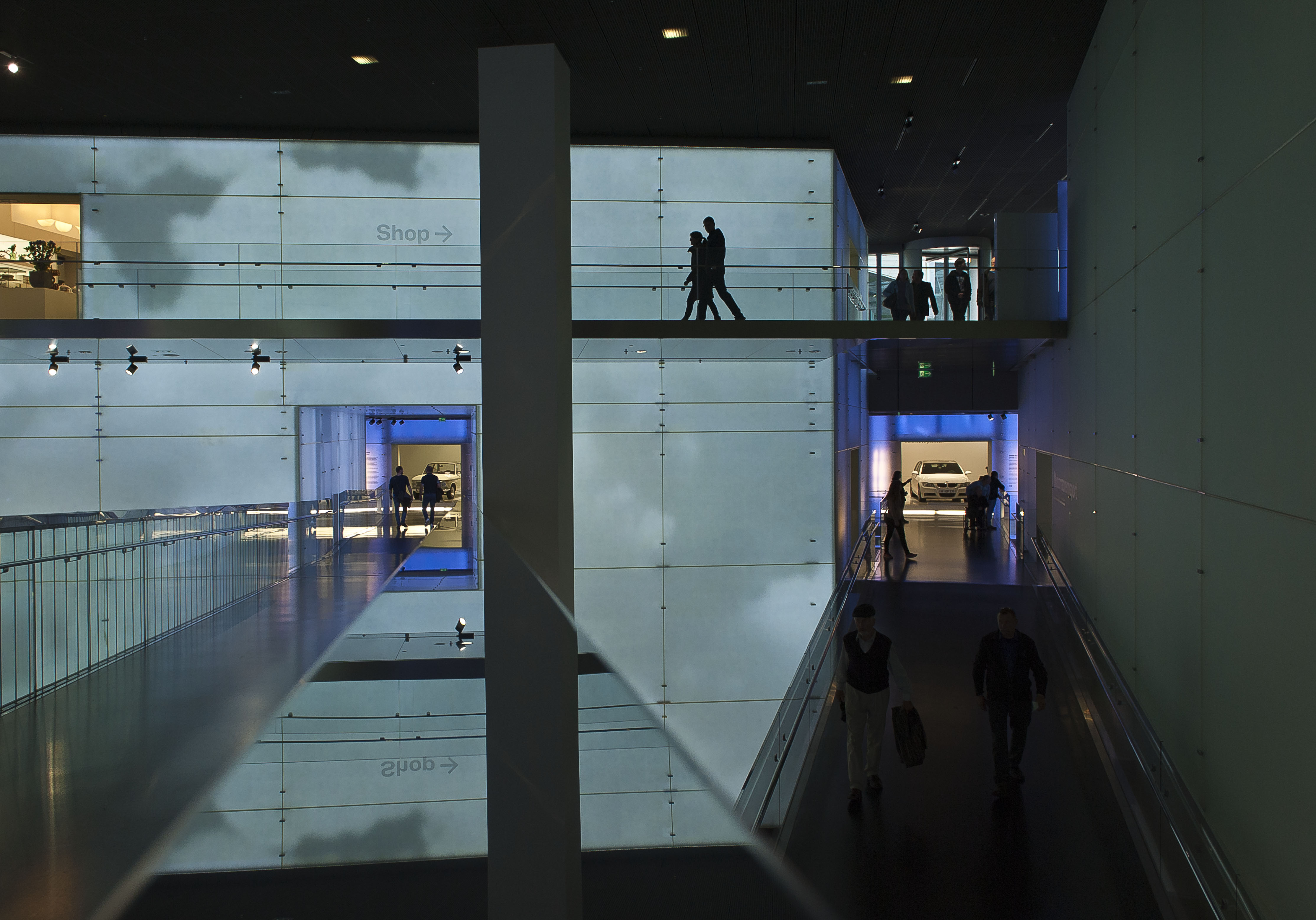
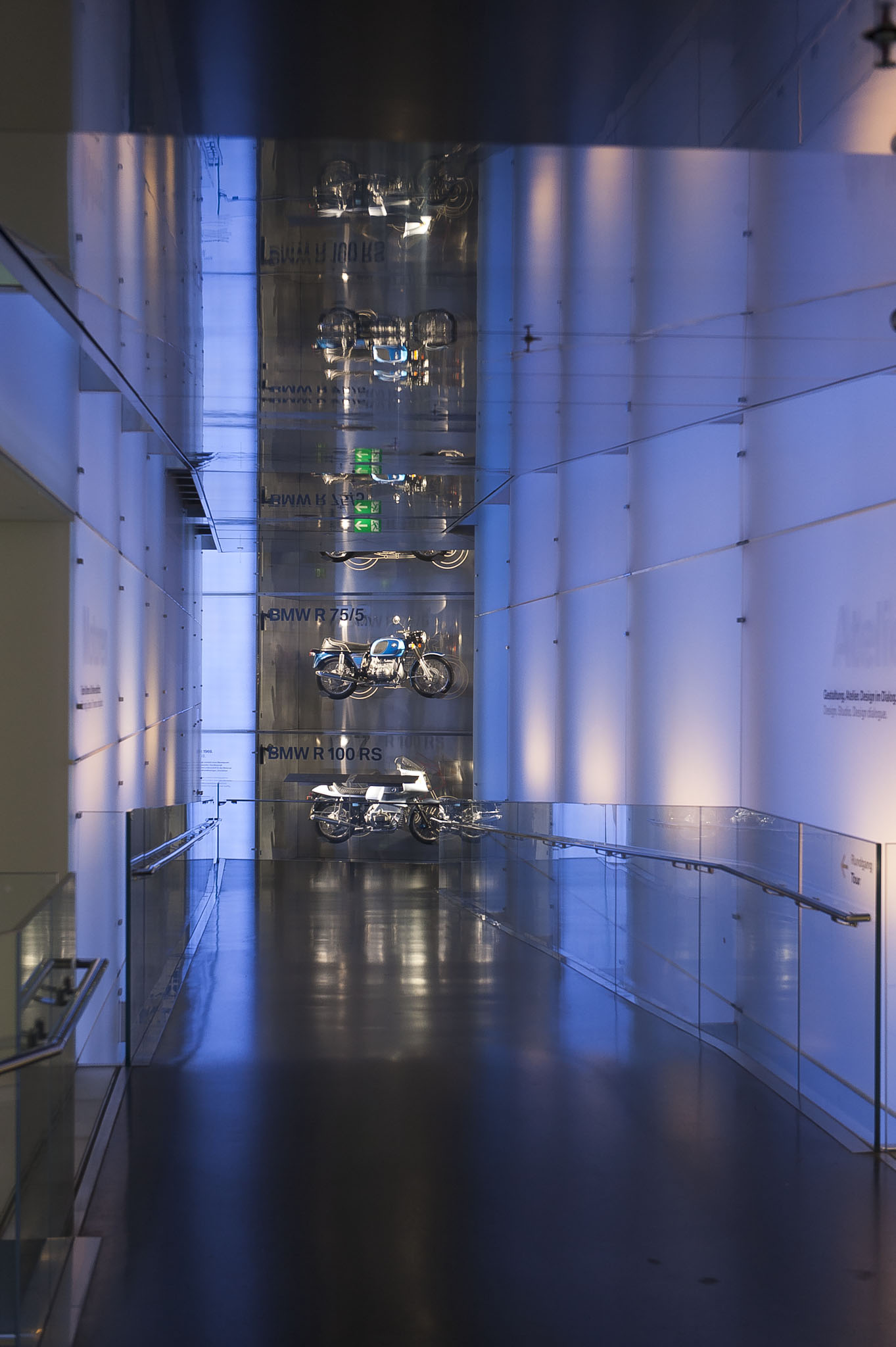
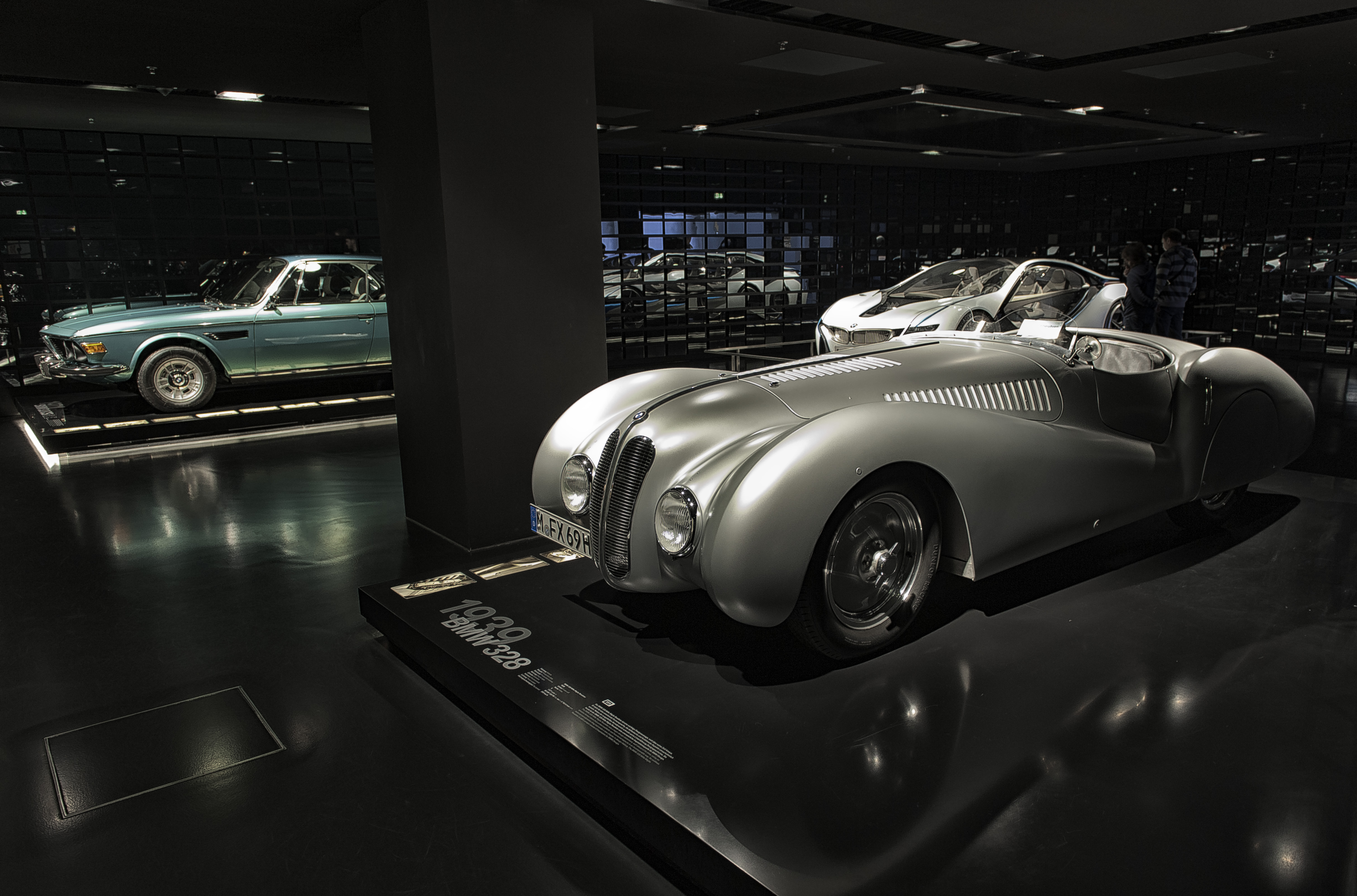
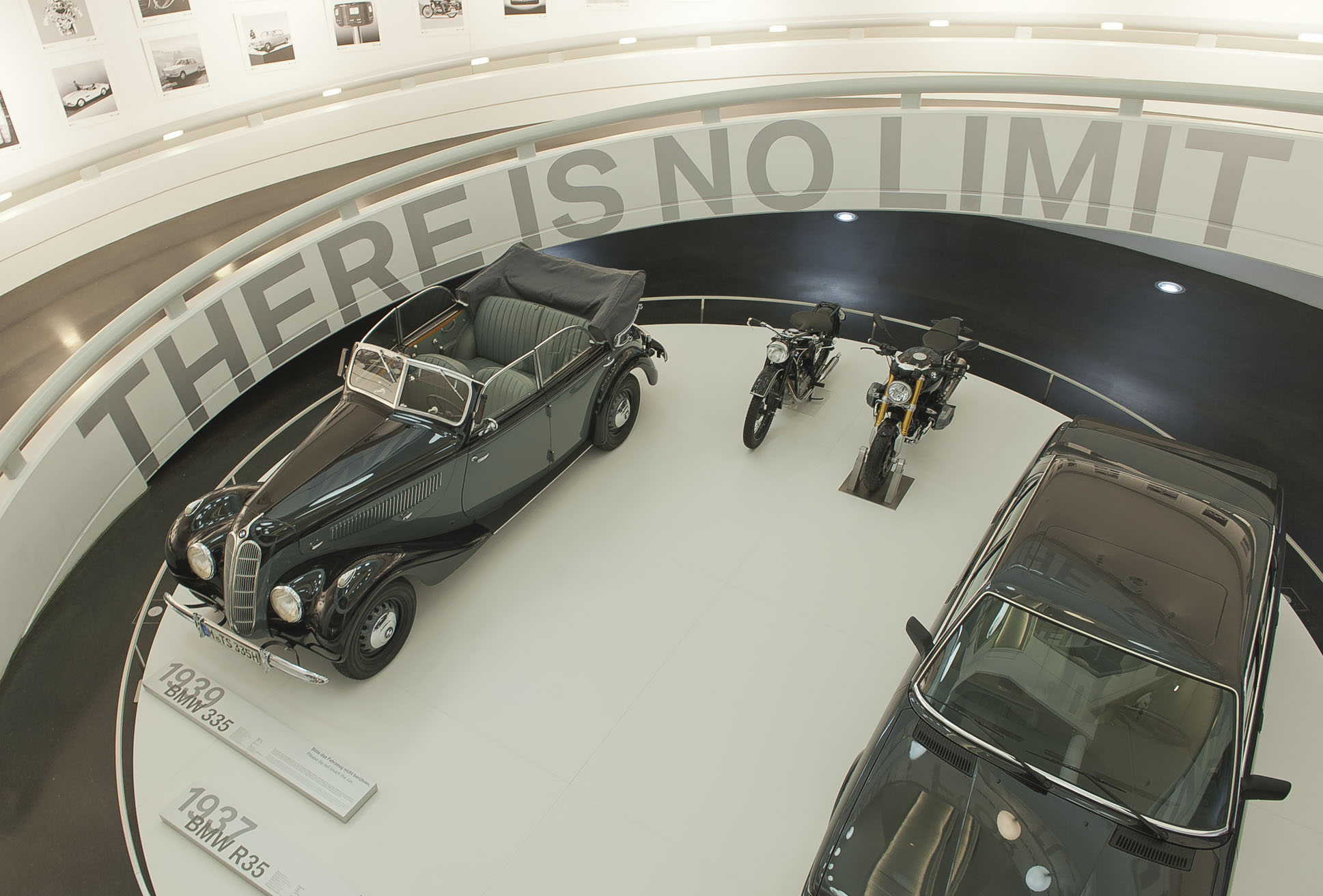